# 梁德珪
梁德珪（1259年—1304年），元朝大臣，表字伯温，一名暗都剌。元成宗时中书平章政事。大都路良乡县（今北京市良乡镇）人。
其父梁国桢为内藏库提点。梁德珪幼年在察必皇后宫中任事，通习蒙古语，跟随安童学习法令礼仪。至元十六年（1279年），担任中书省左司员外郎，官至参议尚书省事，因为善于言辞、处事敏捷被忽必烈赏识。至元二十九年（1292年），担任中书省参知政事。元成宗即位，升任中书省左丞，后为中书省右丞。大德二年（1298年），拜为中书省平章政事。大德七年（1303年），因为受贿罢相，被安置在湖广。次年九月，入朝为中书省平章政事。没有赴任就去世了，追赠推誠保德功臣。元仁宗追谥梁德珪为忠哲。

## 延伸阅读
[在维基数据编辑]
 《元史·卷170》，出自宋濂《元史》
 《新元史/卷207》，出自柯劭忞《新元史》